# Шањи (Саона и Лоара)
Шањи (фр. Chagny) насеље је и општина у источном делу централне Француске у региону Бургоња, у департману Саона и Лоара која припада префектури Шалон сир Саон.
По подацима из 2011. године у општини је живело 5614 становника, а густина насељености је износила 297,04 становника/km². Општина се простире на површини од 18,9 km². Налази се на средњој надморској висини од 216 метара (максималној 315 m, а минималној 201 m).

## Демографија
| 1962. | 1968. | 1975. | 1982. | 1990. | 1999. | 2011. |
| ----- | ----- | ----- | ----- | ----- | ----- | ----- |
| 4.687 | 5.205 | 5.661 | 5.339 | 5.346 | 5.591 | 5.614 |

График промене броја становника у току последњих година